# Accademia polacca delle scienze

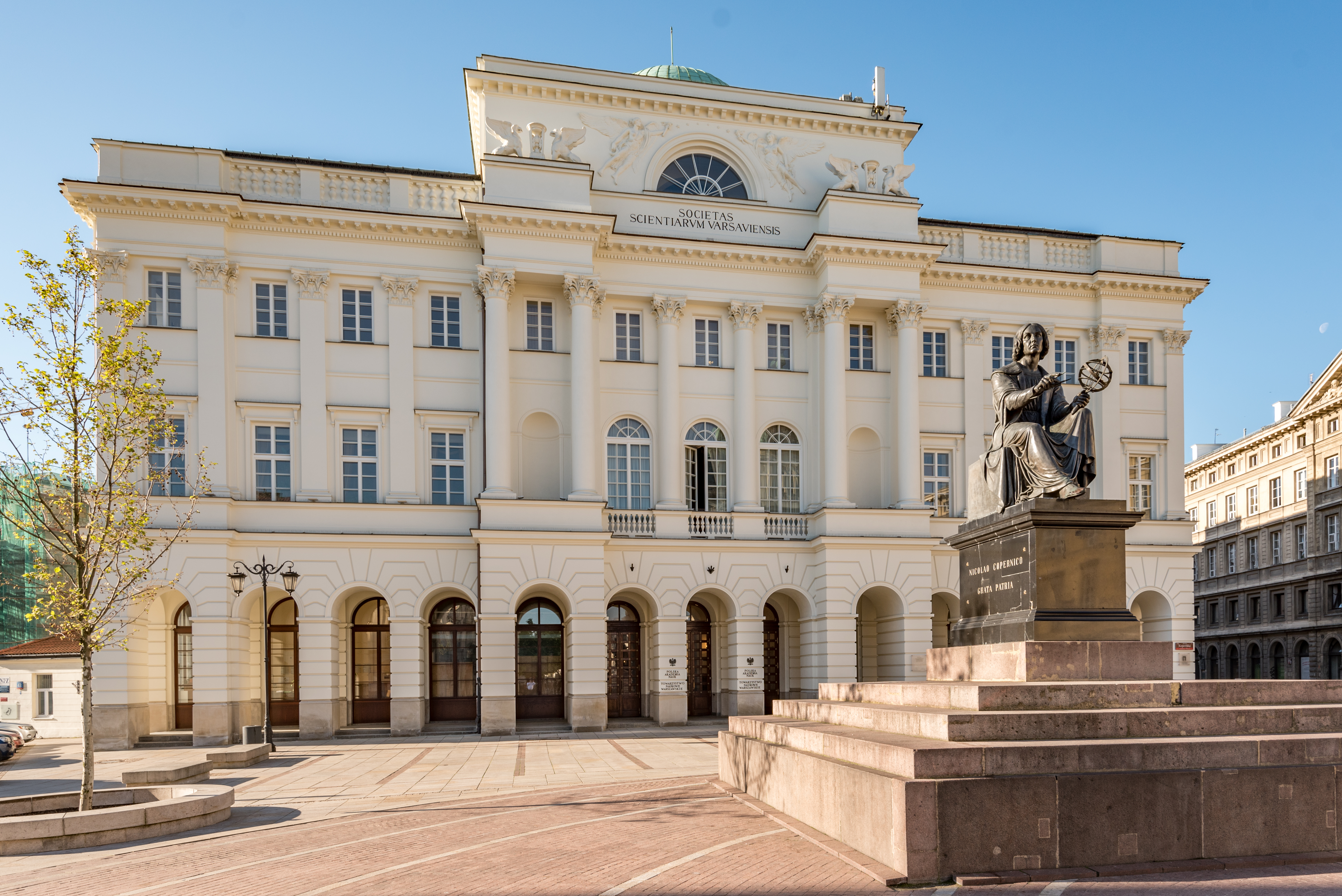
Palazzo Staszic, sede dell'Accademia polacca delle scienze, nel centro di Varsavia. Davanti ad essa si trova la statua di Bertel Thorvaldsen raffigurante Niccolò Copernico.

L'Accademia polacca delle scienze (in polacco: Polska Akademia Nauk, abbreviata PAN), situata a Varsavia, è una delle due istituzioni polacche aventi la natura di accademia delle scienze. La sede si trova nel centro città, lungo la via Nowy Świat, nello storico Palazzo Staszic.

## Storia
L'Accademia polacca delle scienze è un'istituzione culturale statale polacca, istituita nel 1952 a Varsavia dall'unione di società precedenti, tra cui l'Accademia polacca della cultura (Polska Akademia Umiejętności, abbreviato PAU), con sede a Cracovia, e la Società di Varsavia degli amici della cultura, che era stata fondata alla fine del XVIII secolo.
L'Accademia polacca delle scienze opera come società culturale agendo tramite una corporazione eletta di studiosi e ricercatori. L'Accademia è inoltre divenuta, attraverso l'operato dei suoi comitati, un grande corpo scientifico di consulenza. Nel 1989 l'Accademia polacca della cultura di Cracovia riprese la sua esistenza indipendente, separandosi dall'Accademia polacca delle scienze di Varsavia.

## Membri celebri
- Tomasz Dietl, fisico
- Aleksander Jabłoński, fisico
- Maria Janion, studiosa della letteratura
- Zbigniew Jedliński, chimico
- Leszek Kołakowski, filosofo
- Bohdan Paczyński, astrofosico
- Aleksander Wolszczan, astronomo
- Andrzej Schinzel, matematico
- Andrzej Trautman, fisico
- Rafał Ohme, psicologo sociale

## Membri esteri
- Aage Niels Bohr, fisico
- Karl Alexander Müller, fisico
- Roger Penrose, matematico
- Carlo Rubbia, fisico
- Chen Ning Yang, fisico
- George Zarnecki, storico dell'arte
- Bolesław Szymański, studioso dei calcolatori
- Vojeslav Molè, storico dell'arte

## Periodici
- Acta Palaeontologica Polonica
- Acta Ornithologica
- Archaeologia Polona